# Сексуальное многообразие
Сексуальное многообразие, или сексуальное разнообразие (от англ. sexual diversity, нем. sexuelle Vielfalt), — термин, используемый для обозначения всего многообразия половых признаков, сексуальной ориентации и гендерной идентичности, без необходимости указывания каждой из этих идентичностей, поведений или характеристик, формирующих эту множественность.
Всемирная организация здравоохранения называет прививание уважения к сексуальному разнообразию и гендерным различиям, а также осознание сексуальной идентичности и распределения гендерных ролей в качестве желаемых результатов сексуального образования детей и подростков. В некоторых европейских странах (в частности, в Германии) вопросы сексуального многообразия включены в обязательный учебный план для школьников.